# Berthold
Berthold je priimek več oseb:    
- Avgust Berthold, slovenski fotograf
- Claude Germain Berthold, tajski rimskokatoliški škof
- Helmut Berthold, nemški rokometaš
- Mathias Berthold, smučarski trener
- Thomas Berthold, nemški nogometaš in trener